# 러시아계 캐나다인
러시아계 캐나다인은 캐나다 시민 중 러시아 혈통을 가진 사람이거나 캐나다로 이민하여 거주하는 러시아인을 포함한다. 2021년 인구조사에 따르면, 전체 또는 일부 러시아 혈통을 주장한 캐나다인은 548,140명이었다. 러시아계 캐나다인 인구 비율이 가장 높은 캐나다 지역은 대초원 주들이다.

## 러시아계 캐나다인 수
이 섹션의 데이터는 2016년 캐나다 통계청에서 가져온 것이다.
|                          | 백분율 |
| ------------------------ | ------ |
| 뉴펀들랜드 래브라도주    | 0.2%   |
| 프린스에드워드아일랜드주 | 0.4%   |
| 노바스코샤주             | 0.5%   |
| 뉴브런즈윅주             | 0.3%   |
| 퀘벡주                   | 0.7%   |
| 온타리오주               | 1.7%   |
| 매니토바주               | 4.7%   |
| 서스캐처원주             | 3.7%   |
| 앨버타주                 | 2.7%   |
| 브리티시컬럼비아주       | 2.9%   |
| 유콘 준주                | 2.3%   |
| 노스웨스트 준주          | 1.2%   |
| 누나부트 준주            | 0.3%   |

이 섹션의 데이터는 2016년 캐나다 통계청에서 가져온 것이다.
- 총계: 622,445명.
- 단일 응답: 120,165명.
- 복수 응답: 502,280명.

### 10,000명 이상의 러시아계 캐나다인 인구를 가진 주와 대도시권(CMA[4])

#### 퀘벡주
이 섹션의 데이터는 2016년 캐나다 통계청에서 가져온 것이다.
- 총계: 55,230명
- 단일 응답: 15,800명
- 복수 응답: 39,435명

##### 몬트리올 (CMA)
이 섹션의 데이터는 2016년 캐나다 통계청에서 가져온 것이다.
- 총계: 49,275명
- 단일 응답: 14,315명
- 복수 응답: 34,960명

#### 온타리오주
이 섹션의 데이터는 2016년 캐나다 통계청에서 가져온 것이다.
- 총계: 220,850명
- 단일 응답: 53,175명
- 복수 응답: 167,675명

##### 토론토 (CMA)
이 섹션의 데이터는 2016년 캐나다 통계청에서 가져온 것이다.
- 총계: 139,915명
- 단일 응답: 40,570명
- 복수 응답: 99,340명

##### 오타와-가티노 (CMA - 온타리오주 부분)
이 섹션의 데이터는 2016년 캐나다 통계청에서 가져온 것이다.
- 총계: 15,620명 (오타와-가티노 CMA 전체의 약 90%에 해당)
- 단일 응답: 3,205명
- 복수 응답: 12,415명

#### 매니토바주
이 섹션의 데이터는 2016년 캐나다 통계청에서 가져온 것이다.
- 총계: 58,225명
- 단일 응답: 9,510명
- 복수 응답: 48,720명

##### 위니펙 (CMA)
이 섹션의 데이터는 2016년 캐나다 통계청에서 가져온 것이다.
- 총계: 29,575명
- 단일 응답: 3,580명
- 복수 응답: 26,000명

#### 서스캐처원주
이 섹션의 데이터는 2016년 캐나다 통계청에서 가져온 것이다.
- 총계: 39,390명
- 단일 응답: 3,645명
- 복수 응답: 35,745명

##### 새스커툰 (CMA)
이 섹션의 데이터는 2016년 캐나다 통계청에서 가져온 것이다.
- 총계: 13,280명
- 단일 응답: 1,360명
- 복수 응답: 11,925명

#### 앨버타주
이 섹션의 데이터는 2016년 캐나다 통계청에서 가져온 것이다.
- 총계: 107,800명
- 단일 응답: 14,320명
- 복수 응답: 93,480명

##### 캘거리 (CMA)
이 섹션의 데이터는 2016년 캐나다 통계청에서 가져온 것이다.
- 총계: 37,955명
- 단일 응답: 6,125명
- 복수 응답: 31,830명

##### 에드먼턴 (CMA)
이 섹션의 데이터는 2016년 캐나다 통계청에서 가져온 것이다.
- 총계: 28,275명
- 단일 응답: 3,325명
- 복수 응답: 24,945명

#### 브리티시컬럼비아주
이 섹션의 데이터는 2016년 캐나다 통계청에서 가져온 것이다.
- 총계: 131,060명
- 단일 응답: 22,145명
- 복수 응답: 108,910명

##### 밴쿠버 (CMA)
이 섹션의 데이터는 2016년 캐나다 통계청에서 가져온 것이다.
- 총계: 58,535명
- 단일 응답: 11,145명
- 복수 응답: 47,395명

러시아계 브리티시컬럼비아 주민 중 상당수는 두호보르파이며, 역사적으로 웨스트 쿠테나이와 바운더리 컨트리 지역에 집중되어 있다.

## 저명한 러시아계 캐나다인 목록

### 예술, 엔터테인먼트 및 문학
- 하비 아킨 – 성우
- 알렉스 배틀러 – 작가
- 아놀드 벨킨 – 화가
- 사샤 클레멘츠 – 배우, Majority Rules!
- 류드밀라 키리아예프 – 발레 무용수, 안무가 및 극단 감독
- 빅터 가버 – 배우, 타이타닉 (1997년 영화), 아르고 (영화), 스타 트렉
- 나탈리 글레보바 – 미스 유니버스 2005, 미스 유니버스 캐나다 2005
- 아나이스 그래놉스키 – 배우, Degrassi Junior High
- 미셸 구레비치 – 가수, 이전 활동명 "차이나우먼"
- 보리스 함부르크 – 첼리스트
- 멜리사 헤이든 – 발레 무용수
- 줄리아 이바노바 – 다큐멘터리 영화 제작자
- 제시카 파커 케네디 – 배우, 시크릿 서클, 스몰빌, 검은 해적
- 나디아 리츠 – 배우
- 엘레나 롭사노바 – 발레 무용수
- 조지 런던 – 가수
- 엘리 만델 – 시인
- 캐서린 마누키안 – 바이올리니스트
- 나이얼 매터 – 배우, 유레카 (드라마), 스타게이트 아틀란티스, 멜로즈 플레이스, 90210
- 소피 밀먼 – 재즈 음악가
- 자라 넬소바 – 첼리스트[20]
- 그레타 오니에오고우 – 배우
- 알렉스 오제로프 – 배우
- 킴 야로셰브스카야 – 배우, 성우, 이야기꾼 및 작가
- 세라 폴리 – 배우 및 영화 감독, 캐나다 훈장
- 던컨 레게르 – 작가 및 배우, 스타 트렉
- 사샤 로이즈 – 배우
- 알렉세이 세레브랴코프 – 배우
- 엘레나 세미키나 – 미스 유니버스 캐나다 2010
- 소캘드 – 음악가
- 크세니야 솔로 – 배우, 블랙 스완 (영화)[21]
- 매들린 소닉 – 작가
- 제시카 트리스코 – 미스 어스 2007
- 보리스 볼코프 – 발레 마스터, 안무가, "캐나다 발레의 아버지"
- 와츠 – 메소드 맨, 레드맨 (래퍼), 스눕 독 프로듀싱[22]
- 아델 와이즈먼 – 작가
- 클로이 스트롤 – 싱어송라이터

### 비즈니스 및 기타
- 블루마 아펠 – 자선사업가, 캐나다 훈장 및 온타리오 훈장 수상자
- 찰스 브론프만 – 억만장자, 브론프만 가문 일원
- 에드거 브론프만 시니어 – 억만장자, 브론프만 가문 일원
- 세이드 로즈너 브론프만 – 억만장자, 브론프만 가문 일원, 시그램 컴퍼니 설립자
- 새뮤얼 브론프만 – 억만장자, 브론프만 가문 일원
- 아르카디 가이다마크 – 사업가
- 벤 해츠킨 – 위니펙 제츠 창립자
- 그레고리 렉트만 – 운동화 발명가
- 소니아 스컬필드 – 1980년대와 1990년대 캘거리 플레임스 구단주
- 알렉스 슈나이더 – 미들랜드 그룹 공동 창립자, 트럼프 인터내셔널 호텔 앤 타워 (토론토) 파트너
- 랜스 스트롤의 아버지 로렌스 스트롤 – 사업가, 애스턴 마틴 공동 소유자 및 회장, 애스턴 마틴 F1 팀 구단주

### 정치
- 올가 알렉산드로브나 여대공 – 러시아 공주이자 러시아의 니콜라이 2세 황제의 막내 여동생
- 알렉스 아타마넨코 – 캐나다 하원 국회의원
- 바실 발라바노프 – 러시아 제국 이민자
- 마틴 돕킨 – 미시소가 시장
- 캐서린 도허티 – 러시아 제국 이민자, 사회 운동가, 캐나다 훈장 수상자
- 지크프리트 엔스 – 캐나다 하원 의원
- 로이스 홀 – 앨버타주 부총독
- 조지 이그나티에프 – 캐나다 외교관
- 마이클 이그나티에프 – 작가, 언론인, 학자, 정치인
- 테드 립먼 – 외교관, 조선민주주의인민공화국 및 대한민국 대사
- 팀 모엔 – 캐나다 자유당의 전 대표[23]
- 톰 네박쇼노프 – 매니토바주 입법부 의원
- 레이놀드 랩 – 캐나다 하원 의원
- 존 토리 – 토론토 시장[24]
- 피터 바실리에비치 베리긴 – 두호보르파 지도자
- 표트르 베르질로프 – 활동가
- 로만 베이버 – 온타리오주 입법부 의원

### 과학
- 그레고리 샤미토프 – 미국 항공 우주국 우주비행사 및 엔지니어
- 미셸 쇼수도프스키 – 작가이자 오타와 대학교 경제학과 교수
- 앤드루 돈스코프 – 오타와 대학교 현대 언어학과 교수; 세계적으로 유명한 레프 톨스토이 전문가
- 이스라엘 핼퍼린 – 수학자
- 마틴 케이먼 – 물리학자, 맨해튼 계획 (최초 핵폭탄) 일원; 탄소-14 동위원소 합성 발견
- 해리 메도비 – 소아과 의사이자 학자, 캐나다 훈장
- 피에르 밀먼 – 수학자, 캐나다 왕립학회 회원
- 세르게이 플레하노프 – 요크 대학교 (캐나다) 정치학과 교수; 러시아 미국 및 캐나다 연구소 전 부소장
- 루이스 슬로틴 – 물리학자, 맨해튼 계획 (최초 핵폭탄) 일원
- 조지 볼코프, OC, MBE, FRSC – 중성자별의 존재 발견에 기여한 물리학자
- 레오니트 스트라호프스키 – 교수, 토론토 대학교에서 슬라브 연구 개척[25]

### 스포츠
- 니콜라이 안트로포프 – 토론토 메이플리프스 (NHL) 및 KHL 아이스하키 선수
- 이반 바비코프 – 올림픽 크로스컨트리 스키 선수
- 아르투르 베테르비예프 – 프로 복서
- 파트리샤 베주벤코 – 리듬 체조 선수
- 보리스 블루민 – 체스 그랜드마스터
- 마크 블루브슈타인 – 체스 그랜드마스터
- 데비 브릴 – 높이뛰기 선수[26]
- 에두아르 카르팡티에 – 프로 레슬러
- 조슈아 호-상 – OHL 아이스하키 선수
- 마이크 체르노프 – 아이스하키[26]
- 롭 체르노프 – 수영 선수[26]
- 팀 체벨대 – 아이스하키[26]
- 케빈 체벨데이오프 – 아이스하키
- 옐레나 다비도바 – 체조 선수
- 숀 호코프 – 아이스하키
- 이고르 이바노프 – 체스 그랜드마스터
- 피트 나이트 – 로데오 브롱크 라이더[26]
- 류드밀라 코르차가나 – 마라톤 선수
- 크레이지 레오 – 랠리 드라이버
- 안드레이 마르코프 – NHL 아이스하키 선수
- 올가 오프친니코바 – 올림픽 펜싱 선수
- 안드레이 로고진 – 세계 챔피언 피겨 스케이터
- 미하일 "미샤" 고이히베르그 – 레이싱 드라이버
- 패니 로젠펠드 – 올림픽 금메달리스트
- 데니스 샤포발로프 – 테니스 선수
- 이고르 티호미로프 – 펜싱 올림픽 챔피언
- 마리나 주에바 – 아이스 댄싱 코치 및 안무가
- 랜스 스트롤 – 애스턴 마틴 소속의 포뮬러 원 레이싱 드라이버

## 같이 보기
- 캐나다-러시아 관계
- 유럽계 캐나다인
- 폴란드계 캐나다인
- 우크라이나계 캐나다인